# كلاوديو بوليزي
كلاوديو بولـّيزي (Claudio Puglisi) ؛ (فوغيرا، 3 أبريل 1960) ، حكم كرة قدم إيطاليا سابق.
و قد تورط في فضيحة الدوري الإيطالي 2006.